# Bogatyr (Schiff, 1837)
Die Bogatyr (russisch Богатырь) war die erste Dampffregatte der Russischen Marine. Sie wurde 1837 in der Baltischen Flotte in Dienst gestellt, 1848 grundüberholt und 1857 ausgemustert und abgewrackt.

## Bau und technische Daten
Das Schiff, ein Seitenraddampfer, wurde 1836 auf der Admiralitätswerft (russisch Адмиралтейские верфи) in Sankt Petersburg gebaut. Der Bauauftrag verlangte bei einer Wasserverdrängung von 1.200 Tonnen eine Dampfmaschine von 240 PS und eine Geschwindigkeit unter Dampf von mindestens 8 Knoten. Das für den Dienst in der Ostsee vorgesehene Schiff sollte einen Holzrumpf haben und als Bark getakelt sein. 
Die Bogatyr, ein Glattdecker mit einem Batteriedeck und einem Wohndeck unter dem Hauptdeck, lief im August 1836 vom Stapel. Sie war 63,8 m lang (56,7 m in der Wasserlinie) und 9,75 m breit und hatte 4,3 m Tiefgang. Die Verdrängung, voll ausgerüstet, betrug 1.342 Tonnen. Der hölzerne Rumpf war unter der Wasserlinie mit Kupferplatten beschlagen. Das Schiff war als Bark getakelt, wobei der Fockmast vor den Schaufelrädern und dem Schornstein, der Großmast und der Besanmast hinter diesen standen. Die (Hilfs-)Maschinenanlage bestand aus einem Kessel, einer Dampfmaschine von 240 PS, und zwei über die gleiche Achse angetriebenen seitlichen Schaufelrädern; die geforderte Geschwindigkeit von 8 Knoten wurde erreicht. Da die Radachse und große Teile der Maschinenanlage über der Wasserlinie lagen, war das Schiff im Gefecht sehr verwundbar. Über die beiden Radkästen verliefen Laufstege, die durch einen als  Kommandobrücke dienenden Steg miteinander verbunden waren. Fünf Boote wurden mitgeführt.
Die Bewaffnung bestand aus:
- zwei bronzenen 195-mm-Licornen auf hölzernen Pivotlafetten auf dem Bug, Reichweite etwa 1,5 Seemeilen;
- einem eisernen 245-mm-Mörser, ebenfalls auf hölzerner Pivotlafette, auf dem Heck, Bedienung 12 Mann, maximale Rohrerhöhung 45°, Reichweite etwa 5 km;
- 28 eisernen Kanonen (24-Pfünder) des Kalibers 150 mm auf hölzernen Lafetten; von diesen standen acht auf dem Oberdeck und 20 auf dem Batteriedeck (auf jeder Seite jeweils vier vor und sechs hinter den Radkästen in Stückpforten), Bedienung 11 Mann, Rohrerhöhung bis zu 10°, Reichweite etwa 2,4 km.